# Agassiz (cratera)
Agassiz é uma cratera marciana. Tem como característica 117.7 quilômetros de diâmetro. Deve o seu nome ao naturalista Louis Agassiz.